# Nesaecrepida infuscata
Nesaecrepida infuscata är en skalbaggsart som först beskrevs av Schaeffer 1906.  Nesaecrepida infuscata ingår i släktet Nesaecrepida och familjen bladbaggar. Inga underarter finns listade i Catalogue of Life.